# 星神社 (名古屋市)

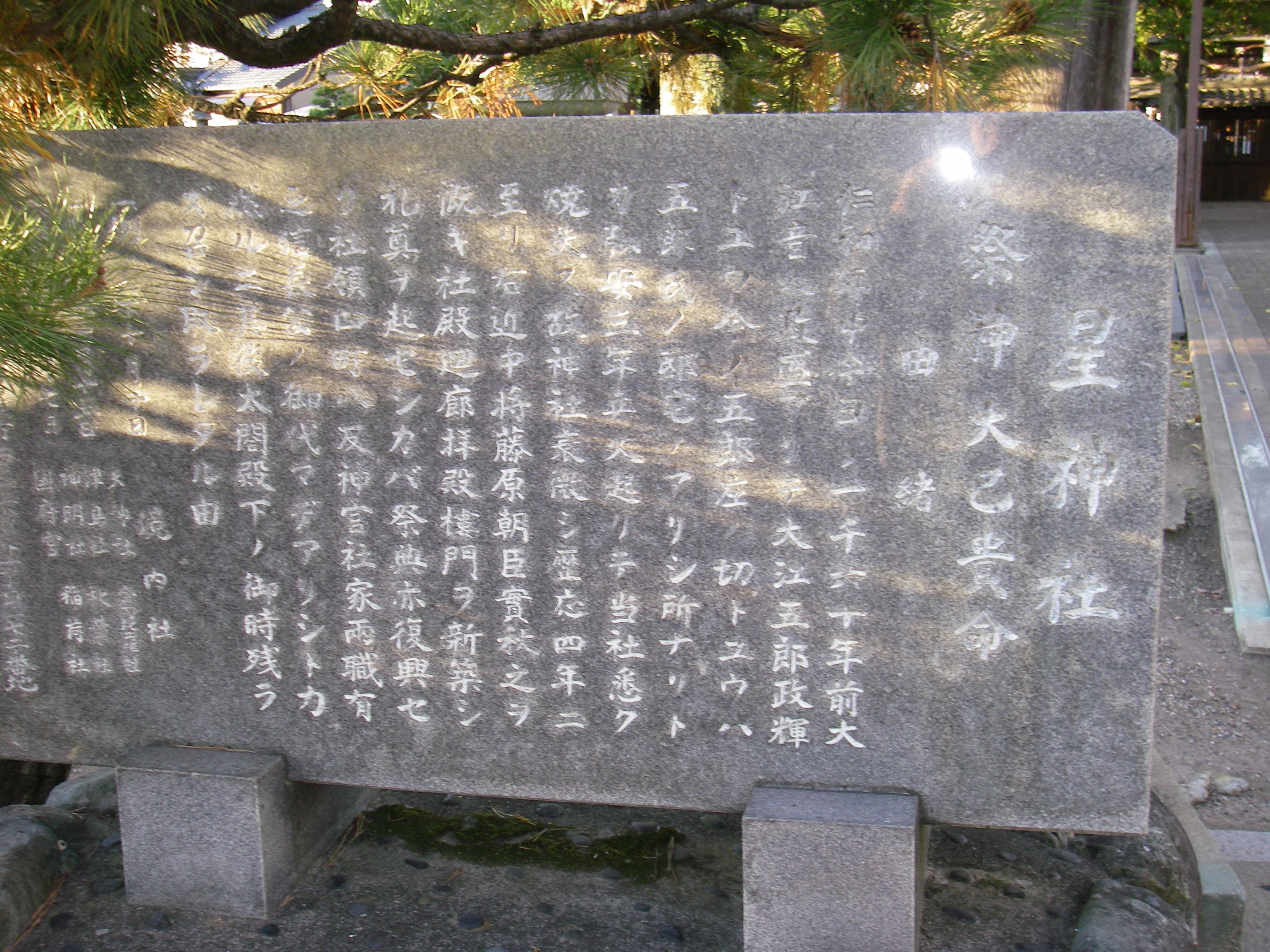
石碑

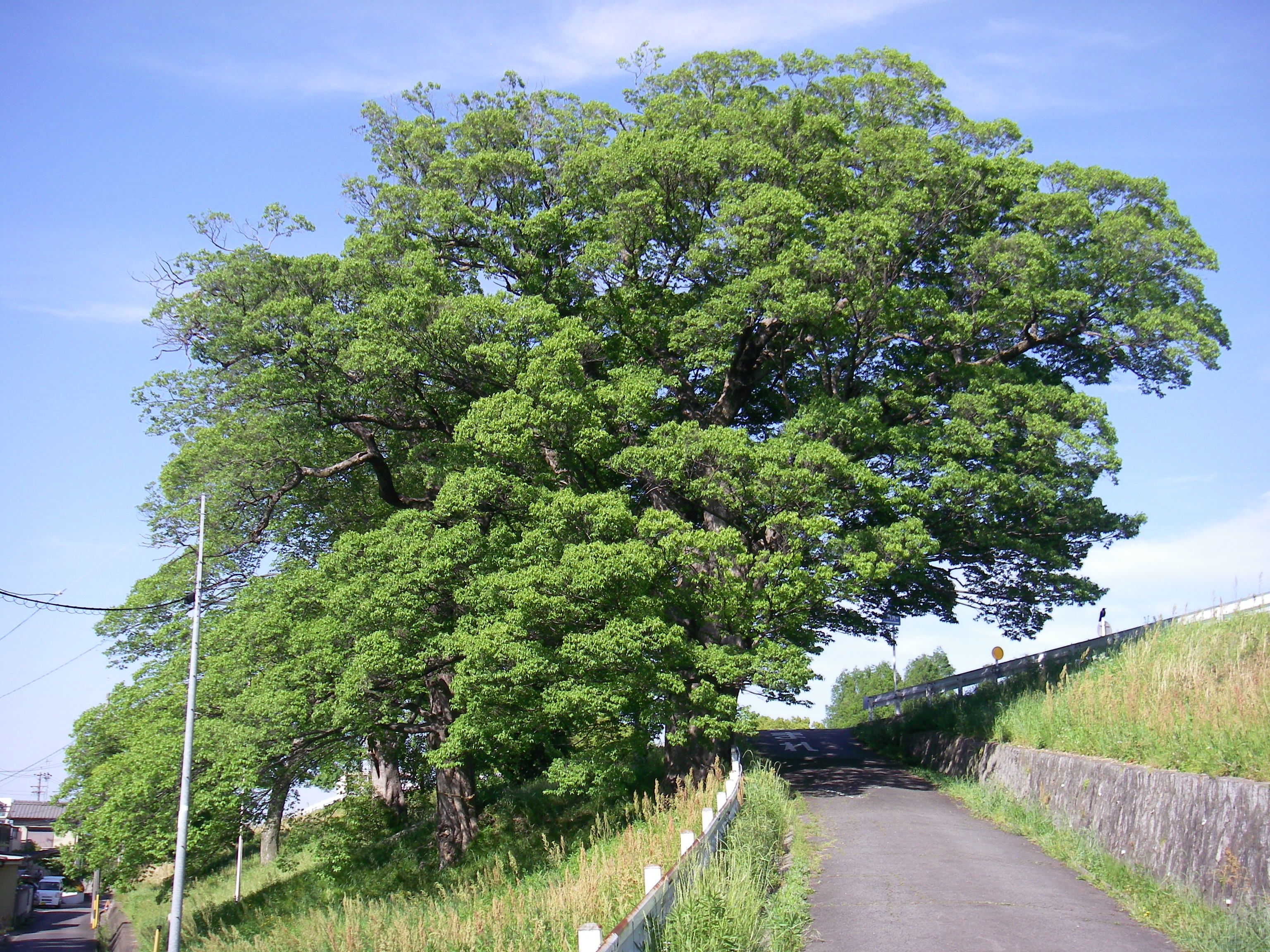
ムクノキ（2013年5月）

星神社（ほしじんじゃ）は、愛知県名古屋市西区上小田井に鎮座する神社。式内社。旧社格は指定村社。

## 由緒
創建年代は不明。延喜式神名帳に記された山田郡 坂庭神社であるとしている。なお、小牧市にある坂庭神社が神名帳のそれであり、その論社であるという説もある。仁和年間（885年〜888年）にこの地の付近に住んでいた大江音人の子孫により社が建立されるなどしたが、戦火によって社殿とともに宝物や神器・神社の縁起について記した書物などを焼失。ただ、弘安3年（1280年）の棟札が現存しており、江戸時代の地誌『尾張志』には徳治2年（1307年）のものほか、暦応4年（1341年）12月に右近将藤原実秋によって造営が行なわれたとする棟札があったことが記されている。また、かつては4町8反（約4.76ヘクタール）の社領を持っていたが、豊臣秀吉の時代に召し上げられたという。
1872年（明治5年）に村社に列格、1907年（明治40年）指定村社となった。

## 祭神
- 大己貴命
- 天香香背男
- 牽牛星
- 織女星

## 境内社
- 天神社
- 津島社
- 神明社
  - 国府宮 尾張大國霊神社
- 金刀比羅社
- 秋葉社
- 稲荷社

## 祭事
※ 3月最終日曜日 - 初午大祭
- 7月15日 - 天王祭
- 8月7日 - 七夕祭
- 10月第二月曜日 - 例祭

## アクセス
- 名鉄犬山線 - 中小田井駅下車、徒歩で約10分。
- 名古屋市営地下鉄鶴舞線 - 庄内緑地公園駅下車、徒歩で約10分。

## その他
正面入口付近にある3本のムクノキは、1995年（平成7年）2月27日付で名古屋市の都市景観重要建築物等（都市景観保存樹）に指定されている。3本のうち最大のものは高さ約18m、幹まわりは4m以上にもなる。
2019年（令和元年）11月12日夜に催された本殿竣功奉告祭で弘田三枝子が「星に願いを」を歌唱奉納したのを記念し、その旨を記す石碑が境内に設けられている。